# Magyarország a 2016. évi nyári paralimpiai játékokon
Magyarország a brazíliai Rio de Janeiróban megrendezett 2016. évi nyári paralimpiai játékok egyik részt vevő nemzete volt. A riói magyar csapat zászlóvivője Ráczkó Gitta úszó.

## Érmesek
| Érem  | Versenyző                                      | Sportág             | Versenyszám                                  | Dátum          |
| ----- | ---------------------------------------------- | ------------------- | -------------------------------------------- | -------------- |
| Arany | Tóth Tamás                                     | Úszás               | Férfi 200 m hátúszás (S-9-es kategória)      | szeptember 16. |
| Ezüst | Csonka András                                  | Asztalitenisz       | Férfi egyéni (S-8-as kategória)              | szeptember 13. |
| Ezüst | Biacsi Ilona                                   | Atlétika            | Női 1500 m-es síkfutás (T-20-as kategória)   | szeptember 16. |
| Ezüst | Suba Róbert                                    | Kajak-kenu          | Férfi 200 m kajak (KL1-es kategória)         | szeptember 15. |
| Ezüst | Sors Tamás                                     | Úszás               | Férfi 200 m vegyes úszás (S-9-es kategória)  | szeptember 11. |
| Ezüst | Pap Bianka                                     | Úszás               | Női 100 m hátúszás (S-10-es kategória)       | szeptember 10. |
| Ezüst | Osváth Richárd                                 | Kerekesszékes vívás | Férfi egyéni kardvívás (A kategória)         | szeptember 12. |
| Ezüst | Osváth Richárd                                 | Kerekesszékes vívás | Férfi egyéni tőr (A kategória)               | szeptember 14. |
| Ezüst | Dani Gyöngyi Hajmási Éva Krajnyák Zsuzsanna    | Kerekesszékes vívás | Női tőr csapat (A kategória)                 | szeptember 16. |
| Bronz | Pálos Péter                                    | Asztalitenisz       | Férfi egyéni (11-es kategória)               | szeptember 12. |
| Bronz | Tunkel Nándor                                  | Erőemelés           | Férfi 49 kg                                  | szeptember 8.  |
| Bronz | Sors Tamás                                     | Úszás               | Férfi 100 m pillangóúszás (S-9-es kategória) | szeptember 15. |
| Bronz | Tóth Tamás                                     | Úszás               | Férfi 100 m gyorsúszás (S-9-es kategória)    | szeptember 12. |
| Bronz | Vereczkei Zsolt                                | Úszás               | Férfi 50 m hátúszás (S-5-ös kategória)       | szeptember 16. |
| Bronz | Konkoly Zsófia                                 | Úszás               | Női 100 m pillangóúszás (S-9-es kategória)   | szeptember 15. |
| Bronz | Pap Bianka                                     | Úszás               | Női 200 m vegyes úszás (S-10-es kategória)   | szeptember 11. |
| Bronz | Krajnyák Zsuzsanna                             | Kerekesszékes vívás | Női egyéni tőr (A kategória)                 | szeptember 14. |
| Bronz | Dani Gyöngyi Krajnyák Zsuzsanna Veres Amarilla | Kerekesszékes vívás | Női párbajtőr csapat (A kategória)           | szeptember 15. |

## További magyar pontszerzők

### 4. helyezettek
| Név                | Sportág             | Versenyszám                               |
| ------------------ | ------------------- | ----------------------------------------- |
| Major Endre        | Asztalitenisz       | Férfi egyéni (SM-1-es kategória)          |
| Krajnyák Zsuzsanna | Kerekesszékes vívás | Női párbajtőr (A kategória)               |
| Adámi Zsanett      | Úszás               | Női 100 m hátúszás (S-2-es kategória)     |
| Kézdi Réka         | Úszás               | Női 50 m pillangóúszás (S-5-ös kategória) |
| Sors Tamás         | Úszás               | Férfi 50 m gyors (S-9-es kategória)       |
| Tóth Tamás         | Úszás               | Férfi 200 m vegyes (SM-9-es kategória)    |

### 5. helyezettek
| Név                        | Sportág             | Versenyszám                                |
| -------------------------- | ------------------- | ------------------------------------------ |
| Arlóy Zsófia               | Asztalitenisz       | Női egyéni (SF-8-as kategória)             |
| Csonka András Zborai Gyula | Asztalitenisz       | Férfi páros (TM-6-8-as kategória)          |
| Biacsi Bernadett           | Atlétika            | Női 1500 m-es síkfutás (T-20-as kategória) |
| Sas Sándor                 | Erőemelés           | Férfi +107kg                               |
| Szabó Nikolett             | JUDO                | Női -70 kg                                 |
| Veres Amarilla             | Kerekesszékes vívás | Női párbajtőr (A kategória)                |
| Varga Katalin              | Kajak-kenu          | Női kajak 200 m (KL-2-es kategória)        |
| Dávid Krisztina            | Sportlövészet       | Férfi légpisztoly 10 m (P-2-es kategória)  |
| Illés Fanni                | Úszás               | Női 100 m mell (SB-5-ös kategória)         |
| Pap Bianka                 | Úszás               | Női 400 m gyors (S-10-es kategória)        |

### 6. helyezettek
| Név              | Sportág             | Versenyszám                               |
| ---------------- | ------------------- | ----------------------------------------- |
| Csontos Piroska  | Atlétika            | Női 400 m-es síkfutás (T-20-as kategória) |
| Kálmán Krisztina | Atlétika            | Női súlylökés (F-32-es kategória)         |
| Dani Gyöngyi     | Kerekesszékes vívás | Női egyéni tőr (B kategória)              |
| Váczi Anita      | Kajak-kenu          | Női kajak 200 m (KL-1-es kategória)       |
| Adámi Zsanett    | Úszás               | Női 50 m hát (S-2-es kategória)           |
| Konkoly Zsófia   | Úszás               | Női 400 m gyors (S-9-es kategória)        |
| Sors Tamás       | Úszás               | Férfi 100 m gyors (SM-9-es kategória)     |
| Tóth Tamás       | Úszás               | Férfi 50 m gyors (S-9-es kategória)       |

## Eredmények

### Asztalitenisz
- Arlóy Zsófia
- Berecki Dezső
- Csonka András
- Major Endre
- Pálos Péter
- Zborai Gyula

### Atlétika
- Biacsi Bernadett
- Biacsi Ilona
- Csontos Piroska
- Kálmán Krisztina
- Keresztesi Erika

### Cselgáncs
- Burányi Flóra
- Szabó Nikolett

### Erőemelés
- Mezei Katalin
- Sas Sándor
- Sztanó György
- Tunkel Nándor

### Evezés
- Lőrincz Krisztina

### Kajak
- Rozbora András
- Suba Róbert
- Váczi Anita
- Varga Katalin

### Kerekesszékes tenisz
- Németh Roland

### Kerekesszékes vívás
- Dani Gyöngyi
- Hajmási Éva
- Krajnyák Zsuzsanna
- Mató Gyula
- Osváth Richárd
- Veres Amarilla

### Kerékpározás
- Butu Arnold

### Sportlövészet
- Dávid Krisztina
- Gurisatti Gyula

### Triatlon
- Boronkay Péter

### Úszás
- Adámi Zsanett
- Engelhardt Katalin
- Illés Fanni
- Kézdi Réka
- Konkoly Zsófia
- Pap Bianka
- Ráczkó Gitta
- Sors Tamás
- Tóth Tamás
- Vereczkei Zsolt

## Sportlövészet

### Kvalifikáció
Dávid Krisztina, a 2012-es paralimpiai játékok résztvevője 2014 júliusában a németországi Suhlban megrendezett parasportlövő-világbajnokságon ezüstérmet szerzett, ezzel kvalifikálta magát a 2016-os paralimpiára. Az eredménnyel ő lett az első magyar sportoló, akinek sikerült kvótát szereznie a 2016-os játékokra. Dávid így nyilatkozott a verseny után: „[n]agyon boldog vagyok. […] A riói részvételi jog kiharcolása azt jelenti, hogy lekerült egy nagy teher a vállamról, a hátralévő két évben nem nehezedik rám semmilyen nyomás a versenyeken. Londonba az utolsó utáni pillanatokban jutottam ki, most elsőre sikerült, a mostani helyzet sokkal jobban tetszik.”

## Külső hivatkozások
- A magyar sportolók versenyzési ideje – YouTube-videó